# Grekland i olympiska sommarspelen 2012
Grekland deltog i de olympiska sommarspelen 2012 som ägde rum i London i Storbritannien mellan den 27 juli och den 12 augusti 2012.

## Medaljörer
| Medalj | Namn                                    | Sport | Gren                             |
| ------ | --------------------------------------- | ----- | -------------------------------- |
| Brons  | Ilias Iliadis                           | Judo  | Herrarnas 90 kg                  |
| Brons  | Christina Giazitzidou Alexandra Tsiavou | Rodd  | Damernas lättvikts-dubbelsculler |

## Bordtennis
Herrar
| Tävlande          | Gren   | Grundomgång          | Omgång 1             | Omgång 2             | Omgång 3              | Omgång 4             | Kvartsfinal          | Semifinal            | Final                | Final            |
| Tävlande          | Gren   | Motståndare Resultat | Motståndare Resultat | Motståndare Resultat | Motståndare Resultat  | Motståndare Resultat | Motståndare Resultat | Motståndare Resultat | Motståndare Resultat | Plats            |
| ----------------- | ------ | -------------------- | -------------------- | -------------------- | --------------------- | -------------------- | -------------------- | -------------------- | -------------------- | ---------------- |
| Panagiotis Gionis | Singel | BYE                  | BYE                  | Assar (EGY) W 4–0    | Kishikawa (JPN) L 3–4 | Gick inte vidare     | Gick inte vidare     | Gick inte vidare     | Gick inte vidare     | Gick inte vidare |
| Kalinikos Kreanga | Singel | BYE                  | BYE                  | Saive (BEL) W 4–1    | Maze (DEN) L 1–4      | Gick inte vidare     | Gick inte vidare     | Gick inte vidare     | Gick inte vidare     | Gick inte vidare |

## Brottning
Herrar, fristil
| Tävlande       | Gren  | Kvalifikation        | Åttondelsfinal       | Kvartsfinal          | Semifinal            | Återkval 1           | Återkval 2           | Final                | Final |
| Tävlande       | Gren  | Motståndare Resultat | Motståndare Resultat | Motståndare Resultat | Motståndare Resultat | Motståndare Resultat | Motståndare Resultat | Motståndare Resultat | Plats |
| -------------- | ----- | -------------------- | -------------------- | -------------------- | -------------------- | -------------------- | -------------------- | -------------------- | ----- |
| Olegk Motsalin | 74 kg | BYE                  | Tigiev (UZB) L 0–3   | Gick inte vidare     | Gick inte vidare     | Gick inte vidare     | Gick inte vidare     | Gick inte vidare     | 11    |

Damer, fristil
| Tävlande          | Gren  | Kvalifikation        | Åttondelsfinal        | Kvartsfinal          | Semifinal            | Återkval 1           | Återkval 2           | Final                | Final |
| Tävlande          | Gren  | Motståndare Resultat | Motståndare Resultat  | Motståndare Resultat | Motståndare Resultat | Motståndare Resultat | Motståndare Resultat | Motståndare Resultat | Plats |
| ----------------- | ----- | -------------------- | --------------------- | -------------------- | -------------------- | -------------------- | -------------------- | -------------------- | ----- |
| Maria Prevolaraki | 55 kg | BYE                  | Ratkevich (AZE) L 0–3 | Gick inte vidare     | Gick inte vidare     | Gick inte vidare     | Gick inte vidare     | Gick inte vidare     | 15    |

## Bågskytte
Damer
| Tävlande         | Gren         | Rankningsrunda | Rankningsrunda | 32-delsfinal          | 16-delsfinal         | 8-delsfinal          | Kvartsfinal          | Semifinal            | Final                | Final            |
| Tävlande         | Gren         | Poäng          | Seed           | Motståndare Resultat  | Motståndare Resultat | Motståndare Resultat | Motståndare Resultat | Motståndare Resultat | Motståndare Resultat | Plats            |
| ---------------- | ------------ | -------------- | -------------- | --------------------- | -------------------- | -------------------- | -------------------- | -------------------- | -------------------- | ---------------- |
| Evangelia Psarra | Individuellt | 636            | 43             | Devi (IND) (22) L 4–6 | Gick inte vidare     | Gick inte vidare     | Gick inte vidare     | Gick inte vidare     | Gick inte vidare     | Gick inte vidare |

## Cykling

### Landsväg
| Tävlande           | Gren                | Tid     | Placering |
| ------------------ | ------------------- | ------- | --------- |
| Ioannis Tamouridis | Herrarnas linjelopp | 5:58:24 | 110       |

### Bana
Sprint
| Zafeiris Volikakis | Herrarnas sprint | 10.663 67.523 | 17 | Baugé (FRA) DSQ | Gick inte vidare | Gick inte vidare | Gick inte vidare | Gick inte vidare | Gick inte vidare | Gick inte vidare | Gick inte vidare |

Keirin
| Tävlande           | Gren             | 1:a omgången | Uppsamling | 2:a omgången | Final     |
| Tävlande           | Gren             | Placering    | Placering  | Placering    | Placering |
| ------------------ | ---------------- | ------------ | ---------- | ------------ | --------- |
| Christos Volikakis | Herrarnas keirin | 6 R          | 1 Q        | 6            | 9         |

### Mountainbike
| Tävlande       | Gren                   | Tid     | Placering |
| -------------- | ---------------------- | ------- | --------- |
| Periklis Ilias | Herrarnas mountainbike | 1:38:51 | 33        |

## Friidrott
Till friidrottstävlingarna kvalificerade Grekland följande idrottare:
Förkortningar
- Notera – Placeringar gäller endast den tävlandes eget heat
- Q = Kvalificerade sig till nästa omgång via placering
- q = Kvalificerade sig på tid eller, i fältgrenarna, på placering utan att ha nått kvalgränsen
- NR = Nationellt rekord
- N/A = Omgången inte möjlig i grenen
- Bye = Idrottaren behövde inte delta i omgången

Herrar
Bana och väg
| Idrottare                   | Gren       | Heat     | Heat      | Semifinal        | Semifinal        | Final            | Final            |
| Idrottare                   | Gren       | Resultat | Placering | Resultat         | Placering        | Resultat         | Placering        |
| --------------------------- | ---------- | -------- | --------- | ---------------- | ---------------- | ---------------- | ---------------- |
| Konstadinos Douvalidis      | 110 m häck | 13.40    | 2 Q       | 13.77            | 7                | Gick inte vidare | Gick inte vidare |
| Periklis Iakovakis          | 400 m häck | 50.27    | 5         | Gick inte vidare | Gick inte vidare | Gick inte vidare | Gick inte vidare |
| Alexandros Papamichail      | 20 km gång | i.u.     | i.u.      | i.u.             | i.u.             | 1:21:12 NR       | 15               |
| Alexandros Papamichail      | 50 km gång | i.u.     | i.u.      | i.u.             | i.u.             | 3:49:56 NR       | 25               |
| Konstandinos Poulios        | Maraton    | i.u.     | i.u.      | i.u.             | i.u.             | 2:33:17          | 80               |
| Lykourgos-Stefanos Tsakonas | 200 m      | 20.56    | 4 q       | 20.52=PB         | 5                | Gick inte vidare | Gick inte vidare |

Fältgrenar
| Idrottare                | Gren          | Kval  | Kval      | Final            | Final            |
| Idrottare                | Gren          | Längd | Placering | Längd            | Placering        |
| ------------------------ | ------------- | ----- | --------- | ---------------- | ---------------- |
| Konstadinos Baniotis     | Höjdhopp      | 2.21  | 25        | Gick inte vidare | Gick inte vidare |
| Konstadinos Filippidis   | Stavhopp      | 5.60  | 3 q       | 5.65             | 7                |
| Spyridon Lebesis         | Spjutkastning | 82.40 | 5 Q       | 81.91            | 7                |
| Alexandros Papadimitriou | Släggkastning | 67.19 | 37        | Gick inte vidare | Gick inte vidare |
| Michalis Stamatogiannis  | Kulstötning   | 19.24 | 25        | Gick inte vidare | Gick inte vidare |
| Louis Tsatoumas          | Längdhopp     | 7.53  | 29        | Gick inte vidare | Gick inte vidare |

Damer
Bana och väg
| Idrottare          | Event      | Heat     | Heat      | Kvartsfinal | Kvartsfinal | Semifinal        | Semifinal        | Final            | Final            |
| Idrottare          | Event      | Resultat | Placering | Resultat    | Placering   | Resultat         | Placering        | Resultat         | Placering        |
| ------------------ | ---------- | -------- | --------- | ----------- | ----------- | ---------------- | ---------------- | ---------------- | ---------------- |
| María Belibasáki   | 100 m      | BYE      | BYE       | 11.63       | 6           | Gick inte vidare | Gick inte vidare | Gick inte vidare | Gick inte vidare |
| María Belibasáki   | 200 m      | 23.36    | 4         | i.u.        | i.u.        | Gick inte vidare | Gick inte vidare | Gick inte vidare | Gick inte vidare |
| Eléni Filándra     | 800 m      | 2:02.29  | 3 Q       | i.u.        | i.u.        | 2:04.42          | 8                | Gick inte vidare | Gick inte vidare |
| Konstadina Kefala  | Maraton    | i.u.     | i.u.      | i.u.        | i.u.        | i.u.             | i.u.             | 3:01.18          | 104              |
| Déspina Zapounídou | 20 km gång | i.u.     | i.u.      | i.u.        | i.u.        | i.u.             | i.u.             | 1.35.19          | 44               |

Fältgrenar
| Idrottare              | Gren          | Kval     | Kval      | Final            | Final            |
| Idrottare              | Gren          | Längd    | Placering | Längd            | Placering        |
| ---------------------- | ------------- | -------- | --------- | ---------------- | ---------------- |
| Nikoleta Kyriakopoulou | Stavhopp      | 4.25     | 19        | Gick inte vidare | Gick inte vidare |
| Stélla-Iró Ledáki      | Stavhopp      | 4.50 =PB | 13        | Gick inte vidare | Gick inte vidare |
| Savva Lika             | Spjutkastning | 57.06    | 27        | Gick inte vidare | Gick inte vidare |
| Niki Paneta            | Tresteg       | 13.66    | 24        | Gick inte vidare | Gick inte vidare |
| Athanasia Perra        | Tresteg       | 11.93    | 33        | Gick inte vidare | Gick inte vidare |
| Ekateríni Stefanídi    | Stavhopp      | 4.25     | 24        | Gick inte vidare | Gick inte vidare |
| Antonia Stergiou       | Höjdhopp      | 1.93 SB  | 13        | Gick inte vidare | Gick inte vidare |

Kombinerade grenar – sjukamp
| Idrottare       | Gren     | 100H  | HJ   | SP    | 200 m | LJ   | JT       | 800 m   | Final | Placering |
| --------------- | -------- | ----- | ---- | ----- | ----- | ---- | -------- | ------- | ----- | --------- |
| Sofia Ifantidou | Resultat | 13.82 | 1.68 | 12.96 | 25.91 | 5.81 | 56.96 OR | 2:22.03 | 5947  | 24        |
| Sofia Ifantidou | Poäng    | 1004  | 830  | 725   | 805   | 792  | 995      | 796     | 5947  | 24        |

## Fäktning
Damer
| Tävlande            | Gren                | 32-delsfinal               | 16-delsfinal       | 8-delsfinal           | Kvartsfinal       | Semifinal         | Final             | Final            |
| Tävlande            | Gren                | Motståndare Poäng          | Motståndare Poäng  | Motståndare Poäng     | Motståndare Poäng | Motståndare Poäng | Motståndare Poäng | Placering        |
| ------------------- | ------------------- | -------------------------- | ------------------ | --------------------- | ----------------- | ----------------- | ----------------- | ---------------- |
| Vassiliki Vougiouka | Sabel, individuellt | Bond-Williams (GBR) W 15–8 | Socha (POL) W 15–7 | Kim J-Y (KOR) L 12–15 | Gick inte vidare  | Gick inte vidare  | Gick inte vidare  | Gick inte vidare |

## Gymnastik
- Huvudartikel: Gymnastik vid olympiska sommarspelen 2012

### Artistisk
Herrar
| Idrottare            | Gren | Kval    | Kval    | Kval    | Kval    | Kval    | Kval    | Kval   | Kval      | Final            | Final            | Final            | Final            | Final            | Final            | Final            | Final            |
| Idrottare            | Gren | Redskap | Redskap | Redskap | Redskap | Redskap | Redskap | Totalt | Placering | Redskap          | Redskap          | Redskap          | Redskap          | Redskap          | Redskap          | Totalt           | Placering        |
| Idrottare            | Gren | F       | PH      | R       | V       | PB      | HB      | Totalt | Placering | F                | PH               | R                | V                | PB               | HB               | Totalt           | Placering        |
| -------------------- | ---- | ------- | ------- | ------- | ------- | ------- | ------- | ------ | --------- | ---------------- | ---------------- | ---------------- | ---------------- | ---------------- | ---------------- | ---------------- | ---------------- |
| Vlasios Maras        | Barr | i.u.    | i.u.    | i.u.    | i.u.    | 13.400  | i.u.    | 13.400 | 64        | Gick inte vidare | Gick inte vidare | Gick inte vidare | Gick inte vidare | Gick inte vidare | Gick inte vidare | Gick inte vidare | Gick inte vidare |
| Vlasios Maras        | Räck | i.u.    | i.u.    | i.u.    | i.u.    | i.u.    | 14.300  | 14.300 | 35        | Gick inte vidare | Gick inte vidare | Gick inte vidare | Gick inte vidare | Gick inte vidare | Gick inte vidare | Gick inte vidare | Gick inte vidare |
| Vasileios Tsolakidis | Barr | i.u.    | i.u.    | i.u.    | i.u.    | 15.466  | i.u.    | 15.466 | 7 Q       | i.u.             | i.u.             | i.u.             | i.u.             | 15.300           | i.u.             | 15.300           | 6                |

Damer
| Idrottare         | Gren     | Kval    | Kval    | Kval    | Kval    | Kval   | Kval      | Final            | Final            | Final            | Final            | Final            | Final            |
| Idrottare         | Gren     | Redskap | Redskap | Redskap | Redskap | Totalt | Placering | Redskap          | Redskap          | Redskap          | Redskap          | Totalt           | Placering        |
| Idrottare         | Gren     | F       | V       | UB      | BB      | Totalt | Placering | F                | V                | UB               | BB               | Totalt           | Placering        |
| ----------------- | -------- | ------- | ------- | ------- | ------- | ------ | --------- | ---------------- | ---------------- | ---------------- | ---------------- | ---------------- | ---------------- |
| Vasiliki Millousi | Mångkamp | 12.933  | 12.800  | 13.425  | 14.366  | 53.524 | 34        | Gick inte vidare | Gick inte vidare | Gick inte vidare | Gick inte vidare | Gick inte vidare | Gick inte vidare |

### Rytmisk
| Idrottare                                                                                        | Gren  | Kval   | Kval              | Kval   | Kval      | Final            | Final             | Final            | Final            |
| Idrottare                                                                                        | Gren  | 5 rep  | 3 band 2 tunnband | Totalt | Placering | 5 bollar         | 3 band 2 tunnband | Totalt           | Placering        |
| ------------------------------------------------------------------------------------------------ | ----- | ------ | ----------------- | ------ | --------- | ---------------- | ----------------- | ---------------- | ---------------- |
| Eleni Doika Alexia Kyriazi Evdokia Loukagou Stavroula Samara Vasileia Zachou Marianthi Zafeiriou | Trupp | 25.875 | 26.000            | 51.875 | 9         | Gick inte vidare | Gick inte vidare  | Gick inte vidare | Gick inte vidare |

## Judo
| Idrottare           | Gren                       | 32-delsfinal              | Sextondelsfinal         | Åttondelsfinal            | Kvartsfinal          | Semifinal                 | Återkval                 | Bronsmatch           | Final                | Final     |
| Idrottare           | Gren                       | Motståndare Resultat      | Motståndare Resultat    | Motståndare Resultat      | Motståndare Resultat | Motståndare Resultat      | Motståndare Resultat     | Motståndare Resultat | Motståndare Resultat | Placering |
| ------------------- | -------------------------- | ------------------------- | ----------------------- | ------------------------- | -------------------- | ------------------------- | ------------------------ | -------------------- | -------------------- | --------- |
| Ilias Iliadis       | Mellanvikt (-90 kg) Herrar | Randl (SVK) W 0111–0002   | Bauža (LTU) W 0100–0003 | Denisov (RUS) L 0000–0020 | Gick inte vidare     | Anthony (AUS) W 1000–0000 | Camilo (BRA) W 0011–0002 | Gick inte vidare     | 3                    |           |
| Ioulieta Boukouvala | Lättvikt (-57 kg) Damer    | Lupetey (CUB) L 0001–0011 | Gick inte vidare        | Gick inte vidare          | Gick inte vidare     | Gick inte vidare          | Gick inte vidare         | Gick inte vidare     | Gick inte vidare     |           |

## Kanotsport
Slalom
| Kanotist           | Gren                | Omgång 1 | Omgång 1  | Omgång 1 | Omgång 1  | Omgång 1 | Omgång 1  | Semifinal        | Semifinal        | Final            | Final            |
| Kanotist           | Gren                | Omgång 1 | Placering | Omgång 2 | Placering | Bästa    | Placering | Tid              | Placering        | Tid              | Placering        |
| ------------------ | ------------------- | -------- | --------- | -------- | --------- | -------- | --------- | ---------------- | ---------------- | ---------------- | ---------------- |
| Christos Tsakmakis | Herrarnas C1 slalom | 165.79   | 17        | 105.22   | 13        | 105.22   | 15        | Gick inte vidare | Gick inte vidare | Gick inte vidare | Gick inte vidare |

|}

## Konstsim
| Idrottare                             | Gren           | Teknisk rutin | Teknisk rutin | Fri rutin (inledande) | Fri rutin (inledande)  | Fri rutin (inledande) | Fri rutin (final) | Fri rutin (final)      | Fri rutin (final) |
| Idrottare                             | Gren           | Poäng         | Placering     | Poäng                 | Totalt (teknisk + fri) | Placering             | Placering         | Totalt (teknisk + fri) | Placering         |
| ------------------------------------- | -------------- | ------------- | ------------- | --------------------- | ---------------------- | --------------------- | ----------------- | ---------------------- | ----------------- |
| Evaggelia Platanioti Despoina Solomou | Damernas duett | 89.200        | 8             | 88.840                | 178.040                | 8 Q                   | 89.360            | 178.560                | 8                 |

## Rodd
Herrar
| Idrottare                                                               | Gren                    | Heat    | Heat      | Återkval | Återkval  | Semifinal | Semifinal | Final   | Final     | Final |
| Idrottare                                                               | Gren                    | Tid     | Placering | Tid      | Placering | Tid       | Placering | Tid     | Placering |       |
| ----------------------------------------------------------------------- | ----------------------- | ------- | --------- | -------- | --------- | --------- | --------- | ------- | --------- | ----- |
| Apostolos Gkountoulas Nikolaos Gkountoulas                              | Tvåa utan styrman       | 6:21,46 | 3 SA/B    | BYE      | BYE       | 7:07,15   | 5 FB      | 6:53,69 | 9         |       |
| Panagiotis Magdanis Eleftherios Konsolas                                | Lättvikts-dubbelsculler | 6:42,13 | 5 R       | 6:31,13  | 1 SA/B    | 6:40,89   | 4 FB      | 6:31,71 | 8         |       |
| Ioannis Christou Stergios Papachristos Ioannis Tsilis Georgios Tziallas | Fyra utan styrman       | 5:57,71 | 3 SA/B    | BYE      | BYE       | 6:02,61   | 2 FA      | 6:11,43 | 4         |       |

Damer
| Idrottare                               | Gren                    | Heat    | Heat      | Återkval | Återkval  | Semifinal | Semifinal | Final   | Final     | Final |
| Idrottare                               | Gren                    | Tid     | Placering | Tid      | Placering | Tid       | Placering | Tid     | Placering |       |
| --------------------------------------- | ----------------------- | ------- | --------- | -------- | --------- | --------- | --------- | ------- | --------- | ----- |
| Christina Giazitzidou Alexandra Tsiavou | Lättvikts-dubbelsculler | 7:03,66 | 1 SA/B    | BYE      | BYE       | 7:09,01   | 2 FA      | 7:12,09 | 3         |       |

## Segling
Herrar
| Seglare                                        | Gren      | Lopp | Lopp | Lopp | Lopp | Lopp   | Lopp   | Lopp   | Lopp   | Lopp   | Lopp | Lopp | Summerad poäng | Finalplacering |
| Seglare                                        | Gren      | 1    | 2    | 3    | 4    | 5      | 6      | 7      | 8      | 9      | 10   | M*   | Summerad poäng | Finalplacering |
| ---------------------------------------------- | --------- | ---- | ---- | ---- | ---- | ------ | ------ | ------ | ------ | ------ | ---- | ---- | -------------- | -------------- |
| Byron Kokkalanis                               | RS:X      | 4    | 11   | 6    | 2    | 16     | 15     | 3      | 11     | 4      | 9    | 12   | 77             | 6              |
| Evangelos Cheimonas                            | Laser     | 13   | 19   | 21   | 41   | 50 DSQ | 33     | 15     | 30     | 15     | 19   | EL   | 206            | 26             |
| Ioannis Mitakis                                | Finnjolle | 4    | 21   | 10   | 8    | 25 OCS | 10     | 20     | 19     | 7      | 9    | EL   | 108            | 14             |
| Panagiotis Kampouridis Efstathios Papadopoulos | 470       | 14   | 7    | 20   | 15   | 18     | 28 DSQ | 27     | 19     | 8      | 20   | EL   | 148            | 19             |
| Aimilios Papathanasiou Antonis Tsotras         | Starbåt   | 3    | 16   | 7    | 12   | 7      | 15     | 17 BFD | 17 DSQ | 17 OCS | 12   | EL   | 106            | 14             |

M = Medaljlopp; EL = Eliminerad – gick inte vidare till medaljloppet;
Damer
| Seglare            | Gren         | Lopp | Lopp | Lopp | Lopp | Lopp | Lopp | Lopp | Lopp   | Lopp | Lopp | Lopp | Summerad poäng | Finalplacering |
| Seglare            | Gren         | 1    | 2    | 3    | 4    | 5    | 6    | 7    | 8      | 9    | 10   | M*   | Summerad poäng | Finalplacering |
| ------------------ | ------------ | ---- | ---- | ---- | ---- | ---- | ---- | ---- | ------ | ---- | ---- | ---- | -------------- | -------------- |
| Angeliki Skarlatou | RS:X         | 14   | 12   | 21   | 11   | 19   | 16   | 19   | 27 OCS | 15   | 7    | EL   | 134            | 16             |
| Anna Agrafioti     | Laser radial | 28   | 29   | 30   | 32   | 34   | 34   | 15   | 34     | 23   | 32   | EL   | 257            | 33             |

M = Medaljlopp; EL = Eliminerad – gick inte vidare till medaljloppet;
Öppen
| Seglare                            | Gren | Lopp | Lopp | Lopp | Lopp | Lopp | Lopp | Lopp | Lopp | Lopp | Lopp | Lopp | Lopp | Lopp | Lopp | Lopp | Lopp | Summerad poäng | Finalplacering |
| Seglare                            | Gren | 1    | 2    | 3    | 4    | 5    | 6    | 7    | 8    | 9    | 10   | 11   | 12   | 13   | 14   | 15   | M*   | Summerad poäng | Finalplacering |
| ---------------------------------- | ---- | ---- | ---- | ---- | ---- | ---- | ---- | ---- | ---- | ---- | ---- | ---- | ---- | ---- | ---- | ---- | ---- | -------------- | -------------- |
| Dionisios Dimou Michail Pateniotis | 49er | 18   | 20   | 19   | 16   | 19   | 20   | 19   | 17   | 20   | 19   | 18   | 16   | 16   | 20   | 5    | EL   | 242            | 20             |

M = Medaljlopp; EL = Eliminerad – gick inte vidare till medaljloppet;

## Simhopp
Herrar
| Tävlande            | Gren | Försöksheat | Försöksheat | Semifinal        | Semifinal        | Final            | Final            |
| Tävlande            | Gren | Poäng       | Resultat    | Poäng            | Resultat         | Poäng            | Resultat         |
| ------------------- | ---- | ----------- | ----------- | ---------------- | ---------------- | ---------------- | ---------------- |
| Stefanos Paparounas | 3 m  | 366,10      | 26          | Gick inte vidare | Gick inte vidare | Gick inte vidare | Gick inte vidare |

## Simning
Damer
| Tävlande                                                                             | Gren                   | Heat    | Heat      | Semifinal        | Semifinal        | Final            | Final            |
| Tävlande                                                                             | Gren                   | Tid     | Placering | Tid              | Placering        | Tid              | Placering        |
| ------------------------------------------------------------------------------------ | ---------------------- | ------- | --------- | ---------------- | ---------------- | ---------------- | ---------------- |
| Theodora Drakou                                                                      | 50 m frisim            | 25,13   | 4 Q       | 25,28            | 8                | Gick inte vidare | Gick inte vidare |
| Nery Mantey Niangkouara                                                              | 50 m frisim            | 25,40   | 6         | Gick inte vidare | Gick inte vidare | Gick inte vidare | Gick inte vidare |
| Nery Mantey Niangkouara                                                              | 100 m frisim           | 56,63   | 8         | Gick inte vidare | Gick inte vidare | Gick inte vidare | Gick inte vidare |
| Kristel Vourna                                                                       | 100 m fjärilsim        | 58,74   | 6 Q       | 58,31            | 7                | Gick inte vidare | Gick inte vidare |
| Theodora Drakou Theodora Giareni Martha Matsa Nery Mantey Niangkouara Kristel Vourna | 4×100 m frisim Lagkapp | 3.45,55 | 8         | i.u.             | i.u.             | Gick inte vidare | Gick inte vidare |
| Marianna Lymperta                                                                    | Maraton 10 km          | i.u.    | i.u.      | i.u.             | i.u.             | 2:04.26,5        | 22               |

Herrar
| Tävlande               | Gren           | Heat    | Heat      | Semifinal        | Semifinal        | Final            | Final            |
| Tävlande               | Gren           | Tid     | Placering | Tid              | Placering        | Tid              | Placering        |
| ---------------------- | -------------- | ------- | --------- | ---------------- | ---------------- | ---------------- | ---------------- |
| Ioannis Kalargaris     | 50 m frisim    | 22,80   | 8         | Gick inte vidare | Gick inte vidare | Gick inte vidare | Gick inte vidare |
| Kristian Golomejev     | 100 m frisim   | 50,08   | 6         | Gick inte vidare | Gick inte vidare | Gick inte vidare | Gick inte vidare |
| Aristeidis Grigoriadis | 100 m ryggsim  | 54,62   | 6 Q       | 54,20            | 6                | Gick inte vidare | Gick inte vidare |
| Panagiotis Samilidis   | 100 m bröstsim | 1.01,20 | 2         | Gick inte vidare | Gick inte vidare | Gick inte vidare | Gick inte vidare |
| Panagiotis Samilidis   | 200 m bröstsim | 2.14,82 | 8         | Gick inte vidare | Gick inte vidare | Gick inte vidare | Gick inte vidare |
| Stefanos Dimitriadis   | 100 m fjäril   | 54,20   | 8         | Gick inte vidare | Gick inte vidare | Gick inte vidare | Gick inte vidare |
| Stefanos Dimitriadis   | 200 m fjäril   | 1.58,79 | 8         | Gick inte vidare | Gick inte vidare | Gick inte vidare | Gick inte vidare |
| Ioannis Drymonakos     | 200 m fjäril   | 1.56,97 | 6 Q       | 1.58,05          | 7                | Gick inte vidare | Gick inte vidare |
| Andreas Vazaios        | 200 m medley   | 2.01,23 | 6         | Gick inte vidare | Gick inte vidare | Gick inte vidare | Gick inte vidare |
| Ioannis Drymonakos     | 400 m medley   | 4.17,04 | 7         | i.u.             | i.u.             | Gick inte vidare | Gick inte vidare |
| Spyridon Gianniotis    | Maraton 10 km  | i.u.    | i.u.      | i.u.             | i.u.             | 1:50.05,3        | 4                |

## Skytte
Herrar
| Tävlande            | Gren  | Kvalifikation | Kvalifikation | Final | Final |
| Tävlande            | Gren  | Poäng         | Plats         | Poäng | Plats |
| ------------------- | ----- | ------------- | ------------- | ----- | ----- |
| Nikolaos Mavromatis | Skeet |               |               |       |       |
| Efthimios Mitas     | Skeet |               |               |       |       |

Damer
| Tävlande     | Gren            | Kvalifikation | Kvalifikation | Final | Final |
| Tävlande     | Gren            | Poäng         | Plats         | Poäng | Plats |
| ------------ | --------------- | ------------- | ------------- | ----- | ----- |
| Athina Douka | 10 m luftpistol |               |               |       |       |

## Taekwondo
Herrar
| Tävlande              | Gren   | Åttondelsfinal        | Kvartsfinal          | Semifinal            | Återkval 1           | Återkval 2           | Final                | Final            |
| Tävlande              | Gren   | Motståndare Resultat  | Motståndare Resultat | Motståndare Resultat | Motståndare Resultat | Motståndare Resultat | Motståndare Resultat | Placering        |
| --------------------- | ------ | --------------------- | -------------------- | -------------------- | -------------------- | -------------------- | -------------------- | ---------------- |
| Alexandros Nikolaidis | +80 kg | Tanrıkulu (TUR) L 3–7 | Gick inte vidare     | Gick inte vidare     | Gick inte vidare     | Gick inte vidare     | Gick inte vidare     | Gick inte vidare |

## Tyngdlyftning
| Tävlande           | Gren         | Ryck     | Ryck      | Stöt     | Stöt      | Totalt | Placering |
| Tävlande           | Gren         | Resultat | Placering | Resultat | Placering | Totalt | Placering |
| ------------------ | ------------ | -------- | --------- | -------- | --------- | ------ | --------- |
| David Kavelashvili | Herrar 94 kg |          |           |          |           |        |           |

## Vattenpolo
Grekland har kvalificerat sitt herrlag.

## Volleyboll

### Beachvolleyboll
Grekland har kvalificerat två damer.